# W.A.G. payment solutions
W.A.G. payment solutions, a.s., znana pod marką Eurowag, jest dostawcą rozwiązań dla transportu drogowego i ciężarowego w Europie. Została założona w 1995 roku przez obecnego większościowego właściciela i prezesa zarządu Martina Vohánka. Firma zatrudnia ponad 1000 pracowników 30 narodowości w łącznie 18 biurach w całej Europie. Usługi firmy są wykorzystywane przez przewoźników do zarządzania ponad 100 000 ciężarówek w 30 krajach Europy. Zysk operacyjny EBIDTA za 2020 r. wyniósł 1,4 mld CZK.

## Historia
Historia firmy Eurowag sięga 1995 roku, kiedy to Martin Vohánka założył w swoim rodzinnym mieście Most firmę W.A.G. group s.r.o. Firma rozpoczęła działalność rok później, zajmując się dystrybucją produktów rafineryjnych do przedsiębiorstw rolniczych i przemysłowych oraz stacji benzynowych. W 2000 roku firma przeniosła się z Mostu do Pragi i rozszerzyła swoje portfolio produktów o kartę paliwową Eurowag. Z dniem 1 stycznia 2001 r. nowo utworzona spółka W.A.G. payment solution, a.s. przejęła wszystkie zobowiązania i aktywa spółki W.A.G. group s.r.o. W 2005 roku Eurowag otworzył pierwszy w Czechach Truck Park dla ciężarówek. Rok później Eurowag wszedł na rynki zagraniczne. W 2007 roku do portfolio usług dodano płatność za przejazdy drogami. W 2015 roku Martin Vohánka sprzedał jedną trzecią firmy wiodącemu globalnemu funduszowi Private Equity bostońskiemu TA Associates.

## Przejęcia
W 2014 roku Eurowag nabył spółkę Česká logistická, przemianowaną później na Reamon -Tax, spółkę zajmującą się zwrotem podatków na terenie UE. Po tym nastąpił szereg przejęć, jak np. nabycie Princip, a.s., spółki działającej w obszarze telematyki pojazdów czy Sygic, słowackiej spółki oferującej nawigację offline. W 2019 roku Eurowag nabył większościowy pakiet udziałów w ADS, hiszpańskiej firmie działającej na hiszpańskim i portugalskim rynku kart paliwowych. W 2021 roku Eurowag połączył się z Last Mile Solutions, holenderską firmą świadczącą usługi dla elektromobilności.

## Usługi
Eurowag zapewnia międzynarodowym firmom transportowym usługi mobilności drogowej, takie jak płatności za paliwo i ładowanie pojazdów elektrycznych poprzez międzynarodową sieć akceptacji.  Liczba klientów Eurowag rośnie średnio o 20% rocznie.
Inne usługi Eurowag obejmują uiszczanie opłat drogowych i innych opłat (np. za parkowanie, myjnie i naprawy), zwrot podatków z innych państw członkowskich, telematykę, aplikacje nawigacyjne, finansowanie kapitału obrotowego oraz szereg usług pokrewnych. 